# Edsviken (havsvik)
För Edsviken i Bohuslän se Edsviken, Tanums kommun.

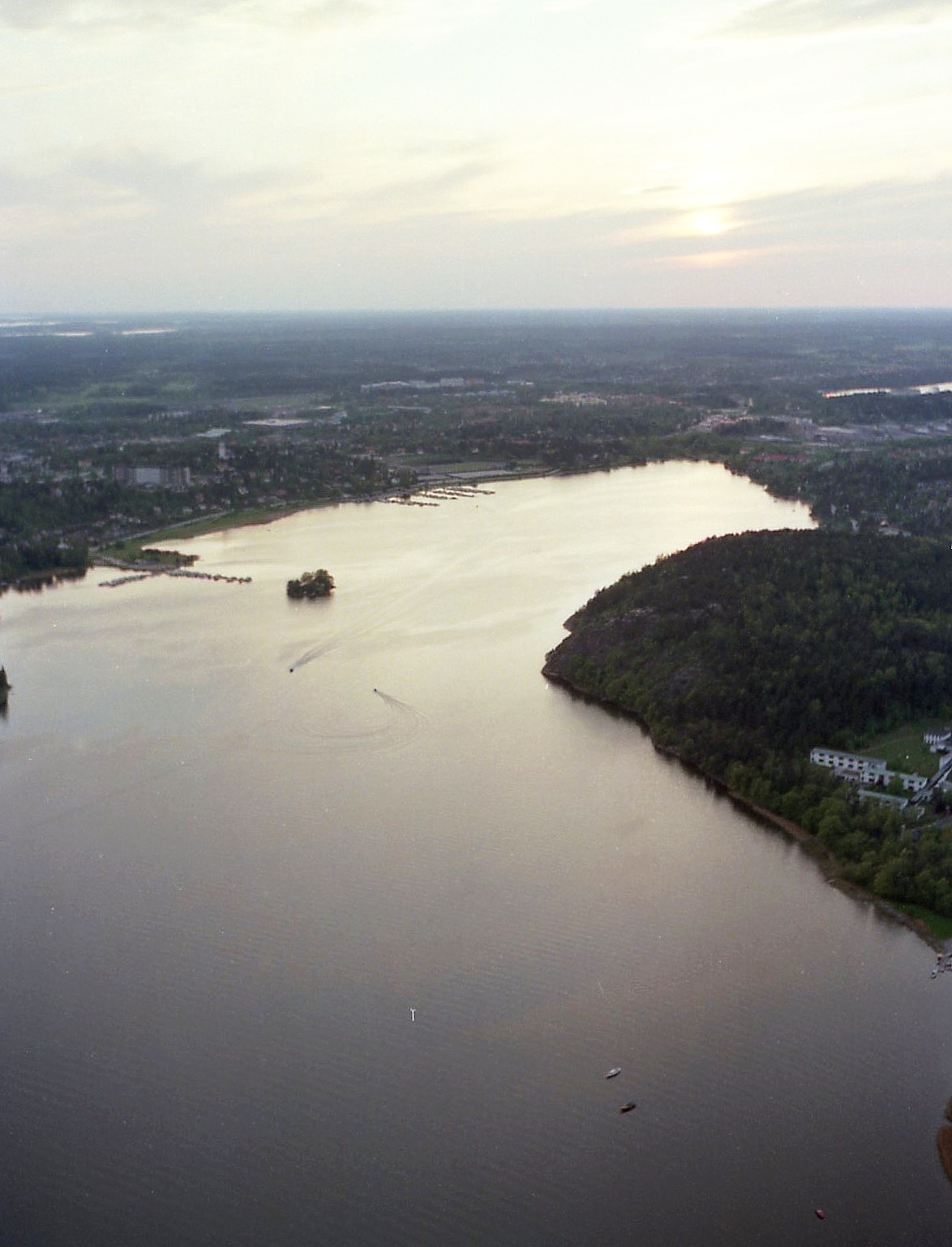
Edsviken, vy mot nordväst, 1988.

Edsviken är en långsträckt, smal vik av Östersjön inom Danderyds, Solna och Sollentuna kommuner i Stockholms län (Uppland). Edsviken sträcker sig från Stocksund och Bergshamra i söder till Edsberg i norr. Den är cirka 7,7 kilometer lång och har en yta av 3,6 kvadratkilometer. Maximalt vattendjup är cirka 20 meter. Vid Bergshamra står Edsviken via det smala Stocksundet i förbindelse med fjärden Lilla Värtan. Kring Edsviken återfinns flera intressanta byggnader: Ulriksdals slott, Edsbergs slott, Rådan och Bergendals herrgård. Den sydvästra delen av Edsviken ingår i Kungliga Nationalstadsparken.

## Beskrivning

### Forntid och namnet
Fram till cirka  500 f. kr. hängde dagens Edsviken ihop med  Norrviken.  Här gick en viktig handelsled från Östersjön till boplatserna vid Mälaren. Genom landhöjningen skiljdes Edsviken och Norrviken och båtarna fick dras över land eller lastas om. På landtungan (även kallad "ed") mellan vikarna möttes vattenvägar och landsvägar och här uppstod en viktig handelsplats, som under en tid konkurrerade med Stockholm.  Förleden "Ed" syftar till just denna landtunga mellan Edsviken och Norrviken.

### Växt- och djurliv

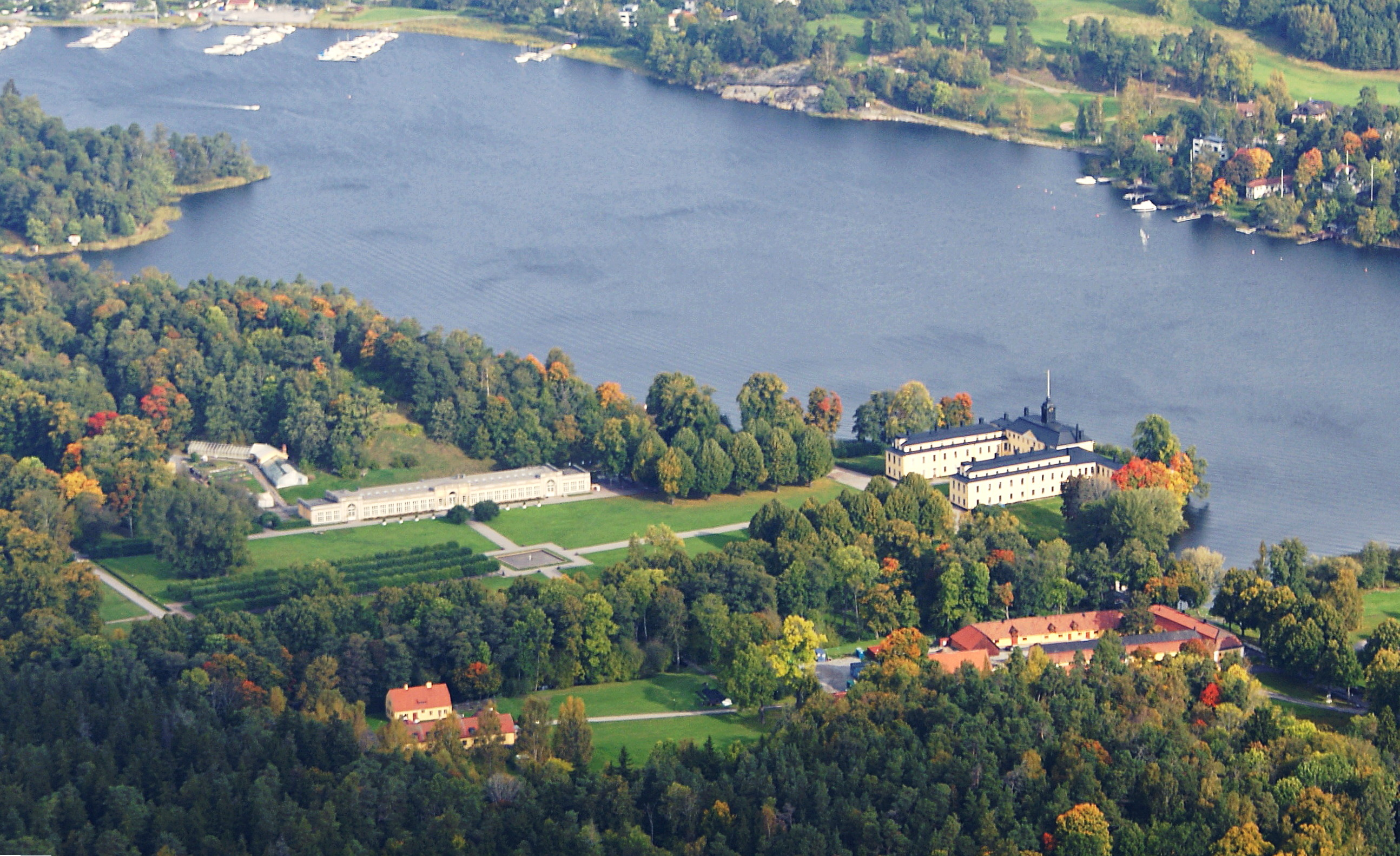
Edsviken och Ulriksdals slott.

Edsviken skapar med sitt bräckta vatten en unik miljö för djur och växter. Runt Edsviken finns många havsstrandväxter. Här växer bland annat  strandförgätmigej, havssäv, salttång och rörsvingel. Strandförgätmigej är en sällsynt växt i Sverige. Fågellivet i Edsviken är också speciellt. Här finns strandskata, som är en typisk kustfågel. Vitkindade gäss rastar i viken på höstarna. Edsviken har även ett rikt fiskbestånd, och ett flertal snäckor och andra bottendjur finns i sjön. I vattnet mellan Edsviken och övriga Östersjön finns det abborre, braxen, gädda, gärs, gös och tidvis strömming.

### Öar

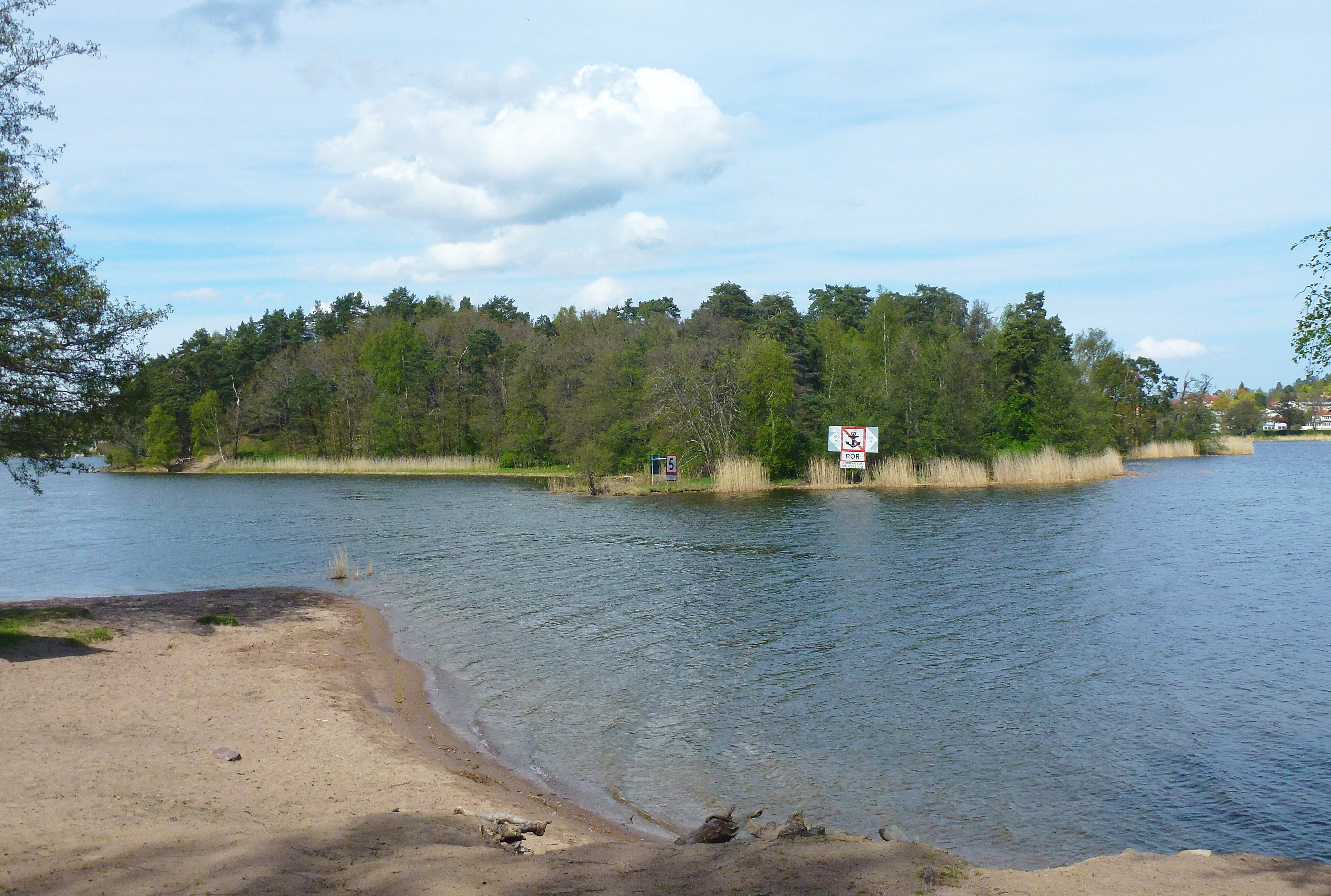
Kaninholmen, vy mot norr, 2015.

Strax norr om Ulriksdals slott återfinns Kaninholmen som hör till slottsområdet Ulriksdal och är Edsvikens största ö. Kaninholmen är cirka 360 meter lång och omkring 140 meter bred. Redan på 1660-talet förekom namnet ”Canyneholmen”, anledning till namnet är okänd. På en karta från 1709 framgår att det fanns en siktlinje mot slottet i form av en uthuggen allé. Kaninholmen var ett omtyckt utflyktsmål för kungligheterna. Karl XV med familj använde lustbåtarna Galten och Delfinen vid sina utflykter på Edsviken. 
Under Karl XV:s tid gick en liten färja över till ön och på ön låg tre byggnader: Schweizerstugan, ett kallbadhus och en lekstuga. Schweizerstugan var formgiven i schweizerstil och var en gåva från Drottning Lovisa till Karl XV. Huset tillverkades av AB Ekmans Mekaniska Snickerifabrik i Stockholm och fraktades hit i delar i slutet av 1860-talet. På en illustration av Carl Johan Billmark från 1871 syns Schweizerstugan.

### Bebyggelsen
Edsvikens stränder är bara delvis bebyggda. I söder ligger Danderyds sjukhus, Ulriksdals slott, Kevinge gård samt Kevinge golfbana (Stockholms golfklubb). Längre norrut finns på Danderydssidan Borgen, med flera stora flyttblock, samt naturområdet Sätra ängar, med gamla ekdungar. Norr om Sätra prästgård, som tidigare var kyrkoherdeboställe i Danderyds församling, och på andra sidan gränsen till Sollentuna kommun ligger Sjöberg, med Sjöbergs fornborg.
Längre in i viken i kommunen Sollentuna, vid vikens norra strand, ligger Edsbergs slott med "Stallbacken" där Edsvik konsthall och MC Collection museum ligger. Utmed Sollentunas stränder finns flera villaområden, bland dem Edsviken. Intressanta fastigheter är Rådan norr om Ulriksdals slott och Bergendals herrgård på den sydvästra sidan om Edsviken. Här återfinns även Landsnora kvarn och såg samt Mjölnarens källa.

## Vattenförvaltning
Edsviken är enligt Vattendirektivet en kustvattenförekomst och klassas för sin ekologiska och kemiska status i förvaltningscykler på 6 år sedan 2004. I vattenförvaltningscykeln 2010-2016 var tillståndet hos bottenfaunan en anledning till att kustvatten-förekomsten fick klassningen dålig ekologisk status. Samtidigt konstaterades att den ej uppnådde god kemisk status enligt Vattendirektivet på grund av halterna av kvicksilver och polybromerade difenyletrar i fisk och antracen och tributyltenn-föreningar i sediment. Dessutom har Edsviken enligt klassificeringen problem med övergödning. 

## Bilder

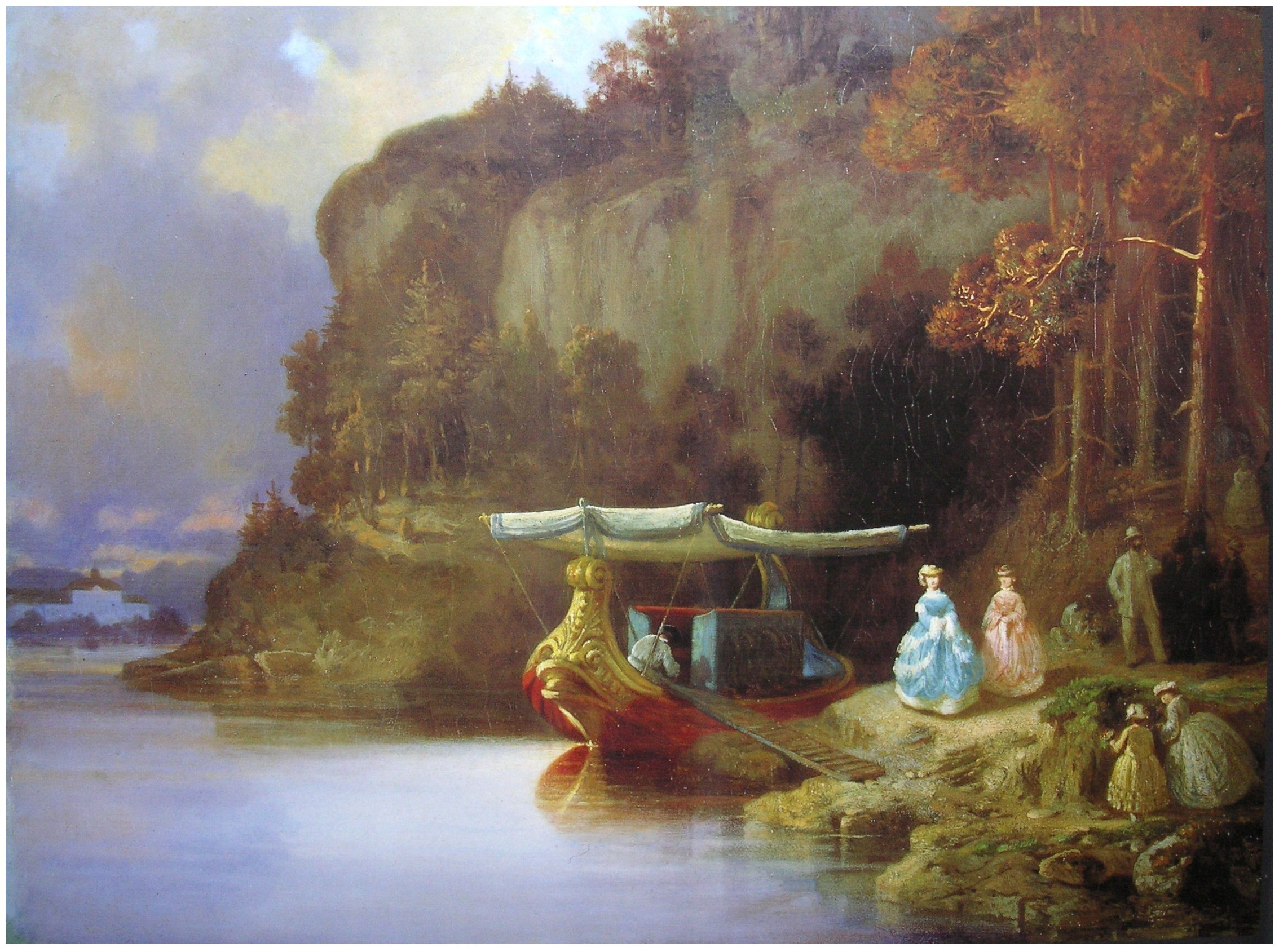
Utsikt över Edsviken 1865, utfärd till Calles klimp Målning av Johan Christoffer Boklund
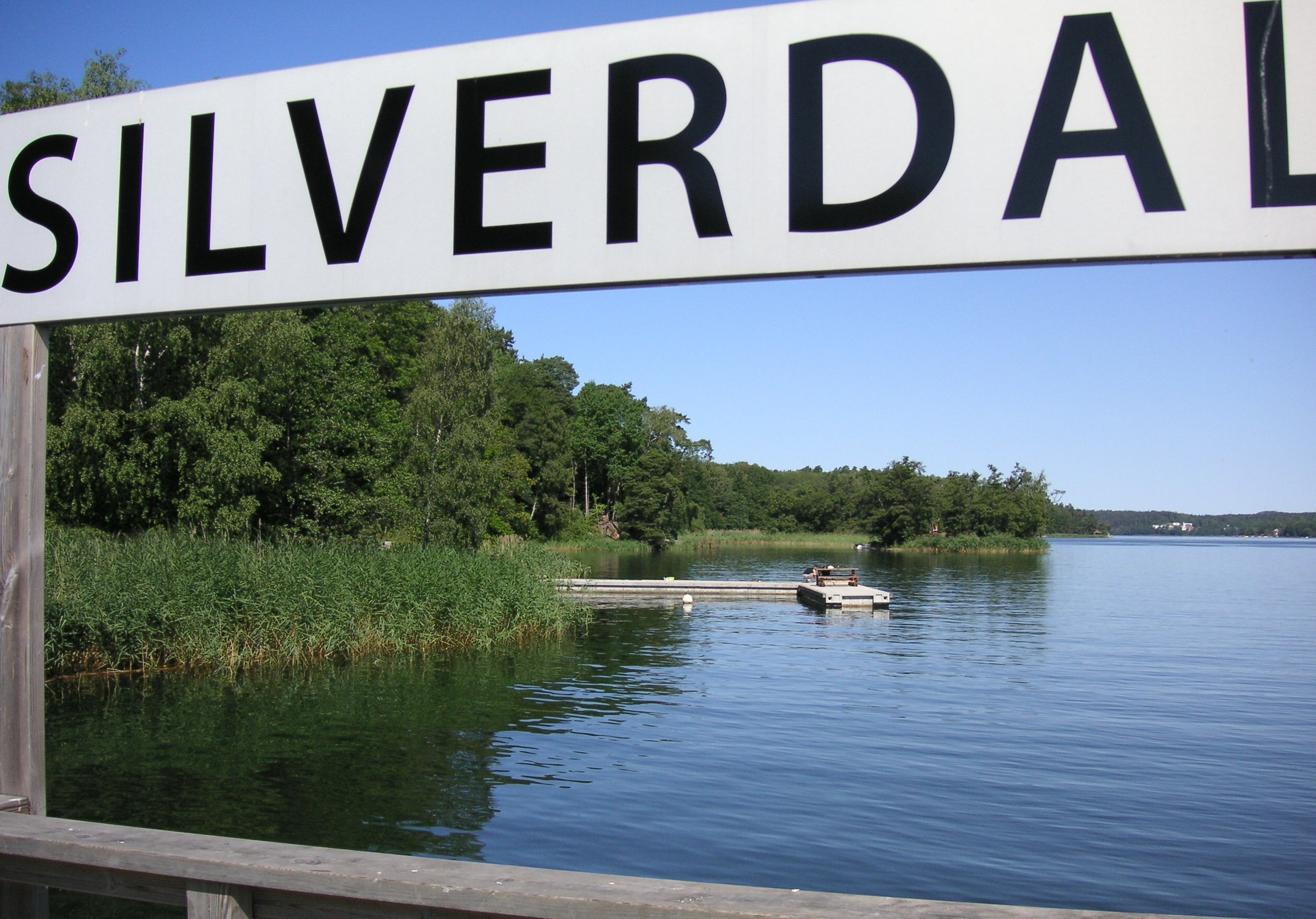
Edsviken vid bryggan Silverdal, juli 2006
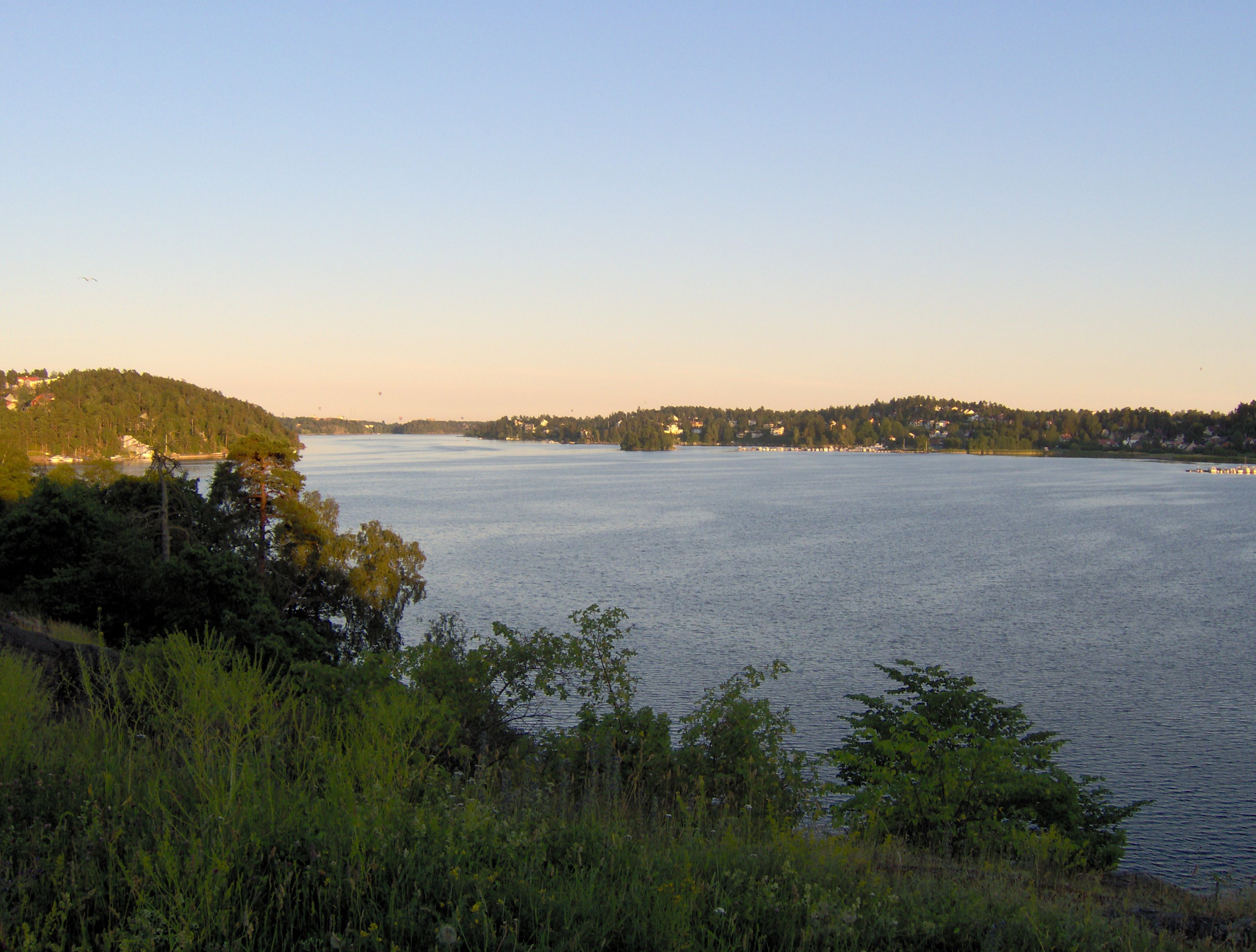
Edsviken sedd från Edsvik konsthall
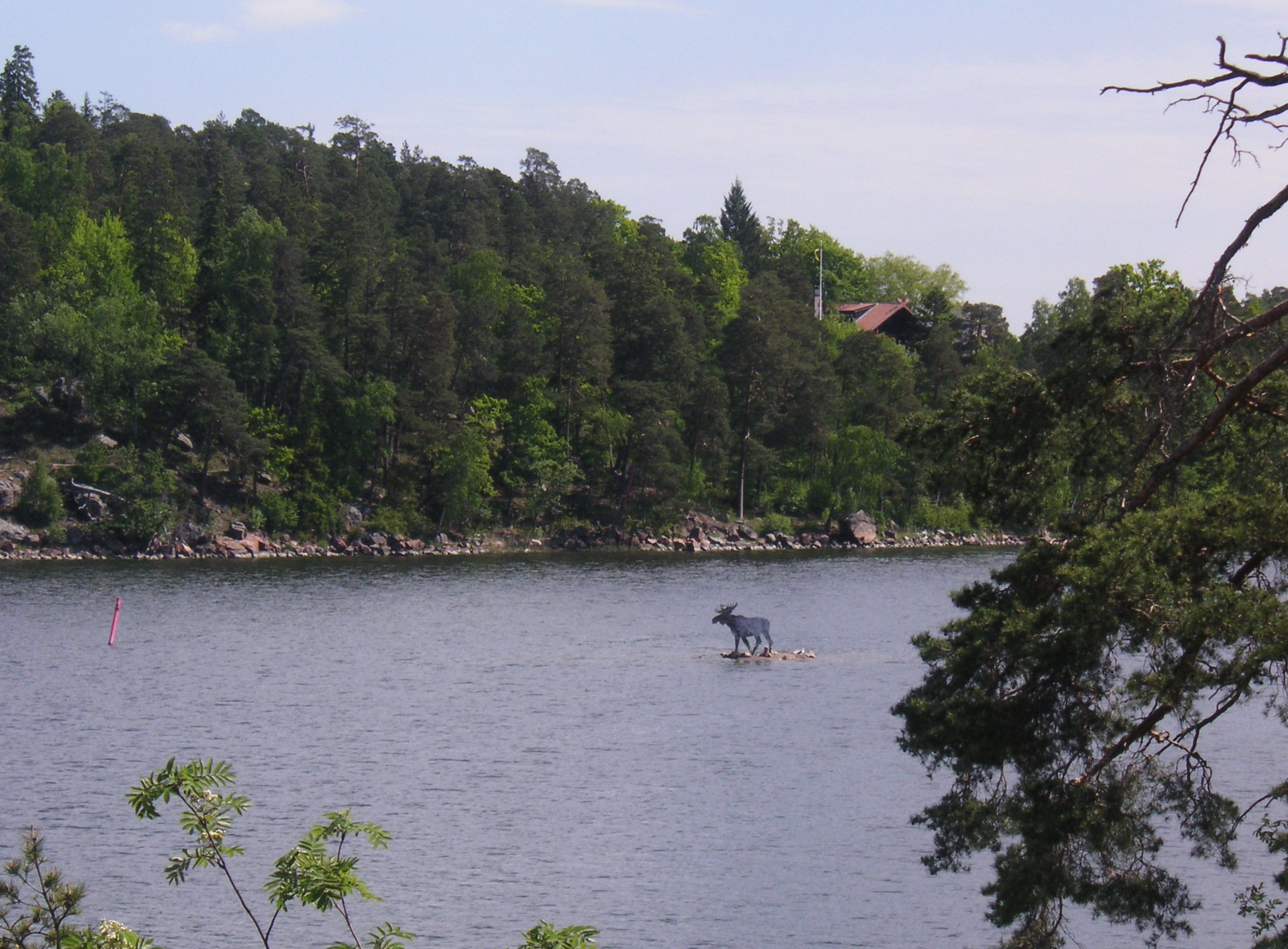
Älggrundet (med älgskulpturen) i Edsviken utanför halvön Borgen
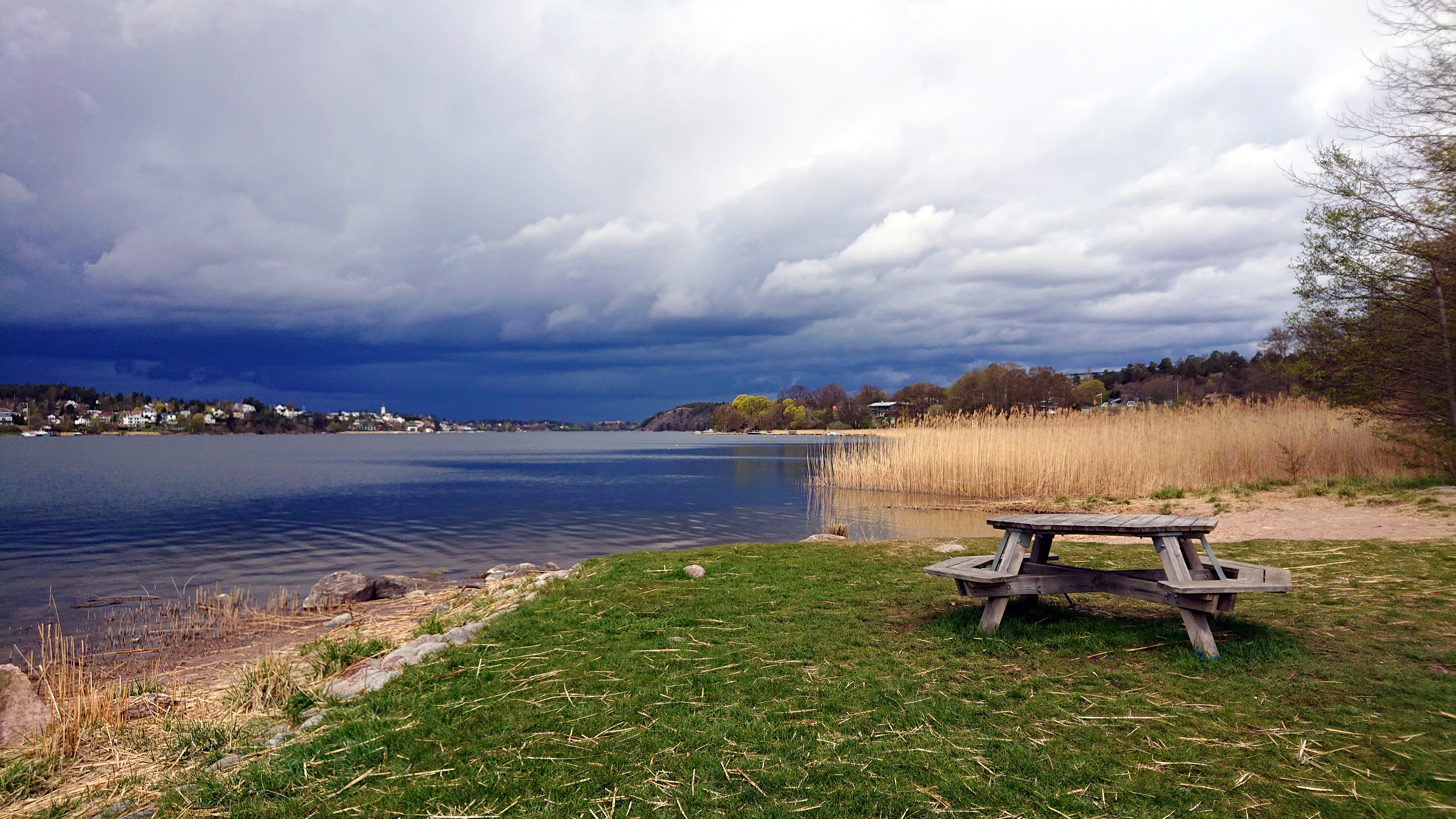
Edsviken vid Sätra Äng i Danderyd